# Вотерфорд (Калифорнија)
Вотерфорд (енгл. Waterford) град је у америчкој савезној држави Калифорнија. По попису становништва из 2010. у њему је живело 8.456 становника.

## Демографија
Према попису становништва из 2010. у граду је живело 8.456 становника, што је 1.532 (22,1%) становника више него 2000. године.
| Група             | 2000.         | 2010.         |
| Белци             | 4.155 (60,0%) | 4.428 (52,4%) |
| Афроамериканци    | 33 (0,5%)     | 77 (0,9%)     |
| Азијати           | 52 (0,8%)     | 129 (1,5%)    |
| Хиспаноамериканци | 2.454 (35,4%) | 3.579 (42,3%) |
| Укупно            | 6.924         | 8.456         |